# Susana García
Susana García Senra (9 marzo 1957) è un'ex cestista spagnola.

## Carriera
Con la Spagna ha disputato i Campionati europei del 1978.